# Толстоклювая лазоревая сорока
Толстоклювая лазоревая сорока (лат. Urocissa caerulea) — вид птиц из семейства врановых. Подвидов не выделяют. Является одним из символов Тайваня.

## Ареал
Вид является эндемиком Тайваня. Птицы обитают в горных районах на высоте от 300 до 1200 метров.
Несмотря на небольшую территорию ареала и близость к населённым пунктам, охранный статус вида определён как вызывающий наименьшие опасения.

## Описание
Размер и строение тела тайваньской сороки сходны с европейской. Длина тела —  63-68 см, хвост — около 40 см, длина крыла — 18-21 см. Тело и хвост имеют тёмно-синюю окраску, часто переходящую в пурпурную, имеются белые отметины. Ноги и клюв красные, оперение шеи, груди и головы чёрное. Окологлазное кольцо жёлтое.
Половой диморфизм практически отсутствует. Обитают птицы небольшими группами.
Толстоклювая лазоревая сорока практически всеядна. В их рацион входят небольшие змеи, грызуны, насекомые, инжир, семена, не брезгуют и павшими животными.
В кладке 3-8 яиц, которые насиживаются 17-19 дней.